# GE Renewable Energy
GE Renewable Energy, anciennement Alstom Renewable Power, était une entreprise française spécialisée dans les énergies renouvelables, filiale de l'américain General Electric. Elle était issue d'Alstom Power, elle été dirigée par l'homme d'affaires français Jérôme Pécresse de 2015 à 2023. Elle a été une coentreprise entre GE et Alstom jusqu'en octobre 2018. 
Le 2 avril 2024, dans le cadre de la scission de General Electric, elle fusionne avec deux autres divisions du géant américain, dont GE Power, pour créer une société indépendante et cotée en bourse : GE Vernova.
Dans le domaine de l'éolien en mer, son principal concurrent est l'entreprise germano-espagnole Siemens Gamesa, qui pourrait détrôner sa future éolienne « Haliade-X », l'une des plus puissantes au monde.

## Historique
En 1999, Alstom crée une coentreprise avec ABB, nommée ABB Alstom Power, dans le domaine des systèmes de production d'énergie, puis en acquiert en 2000 la totalité des parts. Avant cette création, la mise en bourse des actions Alstom en 1998 avait rendus caducs les accords de licence signés entre Alstom et GE pour la construction des turbines à gaz de technique GE ; c'est cette mise en bourse en 1998 qui a conduit au rachat en juin 1999 par GE du département d'Alstom des turbines à gaz de technique GE fabriquées à Belfort.
En 2003, pénalisé par les difficultés techniques de ses turbines à gaz de grande puissance GT24/26, héritées d'ABB, Alstom connaît une grave crise financière.

### 2014-2015: Alstom Power et Alstom Grid sont rachetés par General Electric
En 2014, le rachat partiel d'Alstom, de ses activités dans le secteur l'energie, par General Electric, est proposé pour un montant de 13 milliards de dollars.
Le 2 novembre 2015, Alstom finalise la vente de ses activités dans l'énergie, Alstom Power et Alstom Grid à General Electric. Alstom Grid devient GE Grid Solutions, tandis que Alstom Power devient GE Renewable Energy. L'ingénieure hydraulicienne et dirigeante d'entreprise Maryse François-Xausa préside les entreprises Alstom Power puis GE Renewable Energy de 2012 à 2019.

### 2016-2018: les anciennes activités «Énergie» d'Alstom en difficulté
En janvier 2016, GE annonce la suppression de 6 500 emplois en Europe, dont 765 en France, dans les activités énergie d'Alstom,.
En juin 2016, il est annoncé que la promesse de l'entreprise américaine General Electric de créer 1 000 emplois en France ne sera pas tenue,,. La division énergie d'Alstom a été rachetée en 2015 par General Electric et est aujourd’hui en difficulté. Le site de Belfort, berceau d’Alstom, pourrait être concerné.

### 2018: Alstom se désengage de ses coentreprises avec GE
Le 2 octobre 2018, Alstom cède à GE la totalité de ses participations dans les trois coentreprises formées après le rachat, dont GE Renewable Energy (JV Renewables) pour un montant de 2,59 milliards d'euros.
En recherche de liquidités, General Electric est engagé dans la vente d’une bonne partie de ses actifs, dont potentiellement les anciennes activités nucléaires d'Alstom, regroupées au sein de GE Steam Power (ex-JV Nucléaire),.

### 2021: scission de General Electric en trois entités
En novembre 2021, General Electric annonce sa scission entre trois entités, l'une dédiée à la construction aéronautique, une à la santé, et une autre à l'énergie spécialisée dans la fabrication d'équipements électriques. General Electric prévoit de garder une participation de 19,9 % dans la nouvelle entité dédiée à la santé,. General Electric a précisé qu'il allait fusionner ses filiales GE Renewable Energy, GE Power et GE Digital en une seule entité qui sera cédée en 2024.
En juillet 2022, General Electric annonce le calendrier de scission et le nom des trois nouvelles entités. GE Renewable Energy, GE Power et GE Digital seront regroupés au sein d'une branche énergie nommée GE Vernova. Elle sera scindée en 2024, puis introduite en bourse.

## Identité visuelle

Logo de GE Renewable Energy en 2021.

## Activités

### GE Offshore Wind

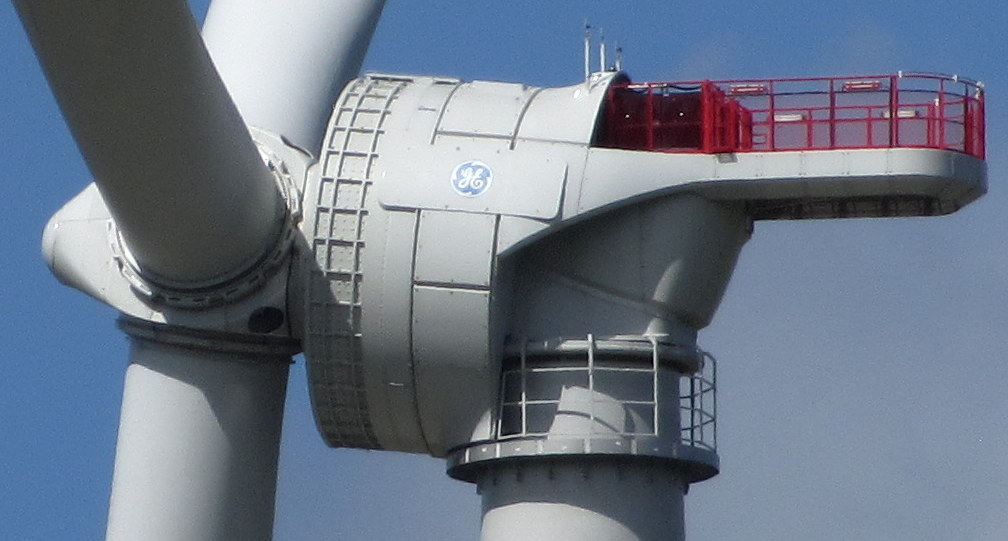
Une éolienne GE-Alstom Haliade 150-6MW et sa nacelle en 2017.

GE Offshore Wind est une filiale issue d'Alstom Wind, dont le siège mondial est situé à Nantes. Sur ses sites de production de Saint-Nazaire et de Cherbourg, GE Offshore Wind construit l'éolienne en mer Haliade-X de 14 MW, parmi les plus puissantes au monde. L'Haliade-X succède à l'éolienne en mer Alstom Haliade 150.
Avec GE Onshore Wind, filiale basée à Schenectady, aux États-Unis, elle forme la branche Wind Energy de GE Renewable Energy.

### Répartition des activités issues d'Alstom au sein de GE
En 2016, les anciennes activités Énergie d'Alstom sont réparties au sein de nouvelles divisions créées par General Electric :
- Alstom Power, devient GE Renewable Energy ;
  - Alstom Renewable Power, intègre GE Renewable Energy ;
  - Alstom Power Hydro, devient GE Hydro France au sein de GE Renewable Energy ;
  - Alstom Wind, devient GE Offshore Wind au sein de GE Renewable Energy ;
  - Alstom Power Turbomachines, devient GE Gas Power au sein de GE Power ;
  - Alstom Power Systems, devient GE Steam Power au sein de GE Power ;
- Alstom Grid, devient GE Grid Solutions et est transférée au sein de GE Renewable Energy.

## Organisation
Organisation des anciennes activités Énergie d'Alstom au sein de General Electric au 13 décembre 2021:
- GE Renewable Energy, siège mondial à Boulogne-Billancourt, France :
  - GE Offshore Wind
    - Siège mondial à Nantes, France
    - Site d'assemblage et d'essai des nacelles et des générateurs des éoliennes offshore à Saint-Nazaire, France ;
    - Site d'ingénierie à Barcelone, Espagne (issu d'Alstom Ecotècnia)

  - GE Hydro
    - Siège mondial à Boulogne-Billancourt, France ;
    - Site de production à Grenoble, France ;
    - Site de production à Bilbao, Espagne ;
    - et de multiples sites en Inde, en Chine, au Canada, en Espagne et en Suisse.

  - GE Grid Solutions
    - Siège mondial à Boulogne-Billancourt, France ;
    - Site de production à Villeurbanne, France ;
    - Site de production à Aix-les-Bains, France ;
    - et de multiples sites aux États-Unis, au Canada, en Italie, en Turquie, en Inde, en Chine, en Indonésie et au Brésil.

- GE Power
  - GE Power Conversion (ex-Converteam)
    - Siège mondial à Villebon-sur-Yvette ;

  - GE Steam Power
    - Siège mondial à Baden, Suisse ;
    - Site de production à Belfort, France ;

  - GE Gas Power France